# Letarg
1. Letarg (stgr. λήθη „zapomnienie” i ἀργία „bezczynność” od ἀ- „bez-” ἔργον „praca”) – stan organizmu charakteryzujący się bezwładem, brakiem reakcji na bodźce, z wyjątkiem elektrycznych. Procesy życiowe są przy stanie letargu w znacznym stopniu zahamowane. Występuje m.in. w przebiegu chorób, np. śpiączki afrykańskiej czy niektórych chorób mózgu. Letarg jest nazywany także stanem śmierci pozornej; historycznie zdarzało się, że lekarze stwierdzali omyłkowo zgon osoby będącej w letargu.
2. Letarg (leśnictwo) – okres zahamowania zdolności kiełkowania nasion, spowodowany brakiem dojrzałości fizjologicznej. Okres letargu w odróżnieniu od okresu przelegiwania trwa dłużej niż pół roku. Gatunkami, które mogą przechodzić letarg, są np. lipa, grab czy jesion.

Przeczytaj ostrzeżenie dotyczące informacji medycznych i pokrewnych zamieszczonych w Wikipedii.